# Processo adiabatico
In fisica è detto adiabatico un processo o trasformazione fisica delle variabili macroscopiche di un sistema termodinamico (pressione, temperatura, volume) da uno stato fisico a un altro senza scambi di calore con l'ambiente circostante al sistema. Di esso sono possibili l'espansione adiabatica in cui il sistema termodinamico compie lavoro a spese dell'energia interna al sistema con conseguente raffreddamento (ad esempio una massa d'aria in ascesa nell'atmosfera) e la compressione adiabatica che rappresenta il processo opposto e che porta dunque all'aumento dell'energia interna e dunque al riscaldamento del sistema (ad esempio la compressione di una massa d'aria in discesa nell'atmosfera per effetto della subsidenza atmosferica).

## Caratteristiche
Si tratta di un tipo di processo termodinamico solo idealmente realizzabile; tuttavia molti processi possono essere trattati con buona approssimazione come adiabatici in quanto lo scambio di calore con l'esterno può essere considerato trascurabile.
Condizione sufficiente affinché lo scambio di calore con l'esterno possa essere considerato trascurabile è che la costante di tempo termica del sistema che ospita il processo sia molto maggiore della durata del processo stesso.
Possono generalmente essere considerati adiabatici processi che:
- avvengono in tempi molto rapidi (ad esempio l'espansione dei gas combusti all'interno dei pistoni di un motore endotermico);
- avvengono all'interno di sistemi molto bene isolati dall'ambiente circostante (ad esempio in contenitori refrattari o sotto vuoto);
- avvengono all'interno di sistemi ad alta capacità termica (ad esempio in sistemi in cui l'elevata dimensione caratteristica e l'elevato calore specifico rendono il calore scambiato attraverso la superficie trascurabile rispetto a quello accumulato nel volume del sistema);
- avvengono a una temperatura non molto diversa dalla temperatura dell'ambiente circostante.
In meteorologia le trasformazioni adiabatiche sono quelle che fanno sì che la temperatura dell'aria diminuisca con la quota in troposfera in virtù delle masse d'aria in ascesa per convezione e che in zone di alta pressione il tempo sia prevalentemente stabile e soleggiato.